# الزاوية (ليبيا)
مدينة الزاوية تقع في الساحل الغربي لليبيا غرب العاصمة طرابلس بحوالي 48 كم، على خط طول 12.72 شرقا وعلى خط عرض 32.75 شمالا، تطل على البحر المتوسط. وتحدها غربا مدينة صرمان وشرقا قرية صياد ومن الجنوب سلسلة جبال نفوسة، إداريا تتبع محافظة الزاوية.

## نبذة
تعرف رسميا باسم الزاوية الغربية لتميزيها عن الزاوية البيضاء(مدينة البيضاء)شرق ليبيا. جغرافيا تقع في شمال غرب ليبيا على خط طول 12.72 شرقا وعلى خط عرض 32.75 شمالا يحدها غربا مدينة صرمان وشرقا مدينة جنزور ويحدها جنوبا سلسلة جبال نفوسة، وسميت بالزاوية لكثرة زوايا تحفيظ القرآن بها.

## التقسيم الإداري
تنقسم إلى عدة مناطق وقرى أهمها:
)الزاوية المركز)، (بحر السماح)، (أسبان)، (عوسجة) وتعرف بعوزة، (الحارة)، (الشرفاء)، (قمودة)، (بئر الغنم)، (بئر ترفاس)، (بئر معمر)، (جودائم)، (الطويبية)، (الحرشة)، (الصابرية)، (أبي عيسى، المطرد).
ويتوسط المدينة ميدان الشهداء وتعرف المنطقة التي يقع في نطاقها بالسوق.
من أهم شوراعها :-
(شارع عمر المختار)، و(شارع جمال عبد الناصر)، و(شارع الخرطوم)، و(شارع الولاني). حيث تقع أغلب المحال التجارية بالإضافة إلى بعض المعاهد والمدارس وجامعة تشتمل على عدد من الكليات.

## نشأة المدينة
نشأت الزاوية على الأرجح أيام الفينيقيين كمحطة تجارية ومرسى للسفن وعرفت قديما باسم أساريا وإن كان موقع الميناء القديم قبالة ساحل ما يُعرف اليوم بقرية الطويبية،
اعتمدت المدينة في الأساس على الزراعة والإنتاج الحيواني والصيد البحري، وشكلت المنتجات الزراعية أساس تجارتهم مع الفينيقيين. أما اسم المدينة الحالي الأرجح أنه جاء نسبة إلى كثرة زوايا تحفيظ القرآن الكريم، وكلمة زاوية مأخوذة من زاوية في بيت الله مخصصة لتحفيظ وتدريس القرآن الكريم.

## تاريخ المدينة
كانت الزاوية في عهد الإدارة العثمانية قضاء من الدرجة الثانية يضم مناطق العجيلات وزوارة والحوض وقد تقرر في سنة 1879 إنشاء ناحيتين بزوارة والعجيلات. وتشكل قضاء الحوض سنة 1876.
وفي عهد الإدارة الإيطالية ظل قضاء الزاوية تابعا للعاصمة طرابلس وبالرغم من ذلك إلا أنها احتفظت بنوع من الاستقلالية.
أصبحت في فترة الحكم الملكي محافظة ثم بلدية فشعبية في عهد الجماهيرية، ومنطقة إدارية رئيسة بعد ثورة 17 فبراير تمتد حدودها من الحدود التونسية غربا (رأس اجدير) إلى جنزور شرقا وتضم عدة مدن داخل نطاقها.
الزاوية تعد قاعدة مهمة لمقاومة الليبيين للغزو الإيطالي، كما أن أحداث الزاوية كانت هامة ومؤشرًا على سقوط حكم معمر القذافي أثناء ثورة 17 فبراير.

## تاريخ الجهاد
كانت الزاوية من المراكز الهامة في تاريخ الجهاد الوطني، وكان لها على الدوام مكان بارز في احداثه، ومشاركة واضحة فيه وعرف لها الإيطاليون هذه المكانة فوضعوها في المكان الأول من اهتمامهم وسعيهم لاحتلالها، ولم يتمكنوا من ذلك الا بعد عقد معاهدة الصلح مع تركيا حيث قاموا بتوجيه قوة كبيرة من قاعدتهم في سيدي بلال واحتلوا هذه المدينة في 4 ديسمبر 1912 ولكنهم أرغموا على الجلاء عنها في 17 يوليو 1915 اثر الثورة الشاملة التي انتشرت في البلاد وأدت إلى تقلص الاحتلال الإيطالي وانسحاب حاميته إلى طرابلس وانحسارهم بها تلك المدة التي امتدت من سنة 1915 حتى سنة 1922.
وفي سنة 1918 وضمن محاولة قامت بها القوات الإيطالية لاستعادة الهيبة وبعث الثقة في نفس هذه القوات ورفع معنوياتها التي اهتزت بما تلقته من هزائم متوالية، تحركت قوة إيطالية بقيادة الكولونيل (متزتي) من زوارة، وبعد أن خاضت عدة معارك في المنطقة الغربية (قصر تليل والعجيلات) زحفت على الزاوية واحتلتها يوم 20 ديسمبر 1918 وفي 10 فبراير 1919 جرت بمنطقة الزاوية معركة حامية بين المجاهدين وقوات العدو.
وعندما توتر الوضع من جديد عقب قيام الإيطاليين بغزو مصراتة البحرية واحتلالهم لقصر أحمد في 24 يناير 1922، انتشرت حركة المقاومة وتركزت بشكل خاص في المناطق بين العزيزية والزاوية، وقام المجاهدون بقطع خط السكة الحديدية، بين الزاوية وطرابلس والعزيزية وطرابلس، وبذلك تمكنوا من عزل الحاميتين الإيطاليتين بهما.
وكان من أهم أهداف المخطط الحربي الذي وضعه (فولبي) والي طرابلس الغرب حينذاك فك الحصار عن الحاميتين، وأصبحت القضية في نظره قضية هيبة ورد إعتبار، وكانت هذه أول عملية من العمليات العسكرية البرية التي نفذت في نطاق المرحلة الأولى من الخطة الشاملة الهادفة إلى إعادة احتلال المناطق الداخلية التي خرجت من أيديهم، وتحركت لتنفيذ هذه الخطوة قوتان واحدة من زوارة بقيادة الكولونيل (غراتسياني)، والثانية من طرابلس بقيادة الكولونيل (كوتور)، وقد تمكنت القوة الأولى من احتلال الزاوية بعد عمليات قمع ومعارك جرت في المنطقة (أنظر معركة الراس الأحمر)، وأستخدم العدو في هذه العملية ولأول مرة في التاريخ الطيران الحربي على نطاق واسع، فقامت طائراته بالتعاون مع القطع البحرية بخمسين غارة بالقنابل و52 عملية استطلاعية و21 رحلة جوية لالقاء المنشورات على الأهالي، وثلاث غارات بالمدافع الرشاشة بالإضافة إلى عمليات النقل والاتصال، وذلك خلال الفترة الواقعة بين 10-12 أبريل وأقام الإيطاليون بالزاوية المحكمة العسكرية الخاصة.

### أهم المعارك
- معركة الرأس الأحمر.
- معركة القبي بالحرشة.
- معركه القطار.
- معركة بئر أمداكم. وقعت المعركة بتاريخ 27 أكتوبر سنة 1923 ميلادي ودار رحاها بين المجاهدين والقوات الإيطالية المتحركة إلى الجبل الغربي.
- معركة السكومة 1912. سقط من أهالي الزاوية في هذه المعركة مائة وخمسين قتيلا، وكان المقاتلين الليبيين قد عقلوا أرجلهم خوفا من أن تحدثهم انفسهم بالفرار.
- معركة رأس القنة ببئر الغنم.
- معارك ميدان الشهداء وحول المدينة من 24-02-2011 وحتى 19-03-2011 كانت معارك شرسة من قبل ثوار المدينة ضد كتائب القذافي لفك الطوق والحصار على أهلها.
- معركة 11-06-2011 والتي استشهد فيها قرابة 10 شهداء من ثوار الزاوية مقابل 200 من كتائب القذافي التي كانت تحاصرها.

## أهم معالم ونشاطات المدينة

### أولا النشاط الاقتصادي والتجاري

#### منشآت كبرى
- محطة كهرباء الحرشة بالزاوية.
- مصفاة الزاوية لتكرير النفط.
- محطة الحرشة لتحلية مياه البحر بالزاوية.

#### المصارف
- المصرف التجاري الوطني.
- مصرف الجمهورية.
- مصرف الوحدة.
- مصرف الصحاري.
- مصرف التجارة والتنمية.
- مصرف الأمان.
- مصرف شمال افريقيا.
- مصرف الادخار والاستثمار العقاري.

#### التأمين
- ليبيا للتأمين.
- المتحدة للتأمين.
- الأفريقية للتأمين.

#### الموانئ
- ميناء مصفاة الزاوية.
- مرسى ديلة.
- مرسى اعقيق.

#### مهابط الطيران
- مهبط مصفاة الزاوية.
- مهبط مستشفى الزاوية للطائرات العمودية.
- مهبط بئر الغنم للطيران

## المستشفيات والمصحات
- مستشفى الزاوية التعليمي.
- مستشفى أمراض الكلى «أفتتح يوم 2014.02.17».
- مجمع عيادات الزاوية (العيادة المجمعة).
- مستوصف ضي الهلال.
- مستوصف جودائم.
- مستوصف قرية بئر الأعوج.
- مستوصف بحر السماح.
- مستوصف شلغودة.
- مستوصف شهداء امداكم.
- مستوصف الحرشة.
- مستوصف الرابطة.
- مستوصف أبوشماطة.

## المشروعات الاقتصادية

### الزراعة
- مشروع النخيل بشلغودة.
- مشروع بئر معمر.
- مشروع صوبات الموز بالزاوية.
- مشروع صوبات الموز بجودائم.
- مشروع بئر الغنم الزراعي.

### الإنتاج الحيواني
- مشروع تنمية الأبقار بالزاوية.
- مشروع تنمية الأبقار بجودائم.
- مشروع تنمية الأبقار ببئر الغنم.
- مشروع حظائر تربية الدواجن بالصابرية.
- مشروع حظائر تربية الدواجن بأبو صرة.

## المنشآت الاجتماعية والثقافية

### السياحة
- غابة جودائم.
- منتزه جودائم للعائلات.
- مصيف المطرد.
- شاطئ الحرشة.
- شاطئ جودائم.
- منتزه الحرية.
- دار الثقافة والكتاب.

### الفنادق
- فندق جوهرة الزاوية (تم تدميره خلال ثورة 17 فبراير عند قصف كتائب القذافي للمدينة)
- فندق النهر الصناعي.
- فندق الأنوار.
- فندق النزهة.
- فندق ابن خلدون.
- فندق البرج.
- فندق بيت الضيافة.

### المتاحف
المتحف الإسلامي.

### النوادي
- النادي الأولمبي (تأسس سنة 1947).
- نادي بن زيدون بالحرشة.
- نادي الانتفاضة بالمطرد.
- نادي نسور الفاسي.
- نادي اساريا «التابع لجامعة الزاوية».

### الملاعب
- الملعب الأولمبي.
- المدينة الرياضية.
- الساحة الشعبية.

## التعليم (التعليم في ليبيا)

### الجامعات
- جامعة الزاوية

تأسست سنة 1983 وتعد ثالث أكبر جامعة في ليبيا من حيث عدد الطلبة وعدد الكليات [بحاجة لمصدر]، كما تمتد رقعتها لتشمل كليات في مدن آخرى مثل صرمان وصبراته والعجيلات وزوارة والجميل ورقدالين وزلطن.جامعة الزاوية
```
جامعة الزاوية هي إحدى الجامعات الحكومية الكبرى المنتشرة في ربوع ليبيا. تأسست سنة 1988 بناءً علي قرار اللجنة الشعبية العامة (سابقاً) رقم (35). وهي عضو في اتحاد الجامعات العربية، واتحاد الجامعات الأفريقية، واتحاد الجامعات الإسلامية. تضم الجامعة 32 كلية بين أساسية وفرعية في مختلف تخصصات العلمية والإنسانية موزعة في مدن: الزاوية، صبراته، صرمان، العجيلات، زوارة، الجميل، رقدالين، زلطن، شاملة التخصصات الآداب، وإعداد المعلمين، والتربية البد نية، والقانون، والاقتصاد، والعلوم، والبيطرية والعلوم الزراعية، والهندسة، والطب البشري، وطب الأسنان، والصيدلة، والتقنية الطبية، والصحة العامة. ويدرس بها حالياً ما يربو على (42000) طالب وطالبة ويوجد بالجامعة (2981) عضو هيئة تدريس و2000 معيد و(4300) موظفاً وفنياً. من أولويات الجامعة تخريج دفعات مؤهلة وذلك لخدمة المجتمع برؤية وإستراتيجية واضحة وسباقة وتقسيم الكليات على النحو:
```

1.	كلية التربية بالزاوية
2.	كلية العلوم بالزواية
3.	كلية الطب البشري الزاوية
4.	كلية طب وجراحة الفم والاسنان الزاوية
5.	كلية الاقتصاد الزاوية
6.	كلية الهندسة الزاوية
7.	كلية القانون الزاوية
8.	كلية التقنية الطبية الزاوية
9.	كلية الاقتصاد – صرمان
10.	كلية التقنية الطبية – صرمان
11.	كلية القانون – صرمان
12.	كلية الصحة العامة – صرمان
13.	كلية الهندسة – صبراتة
14.	كلية العلوم – صبراتة
15.	كلية الآداب – صبراتة
16.	كلية الاقتصاد – العجيلات
17.	كلية التربية – العجيلات
18.	كلية الشريعة والقانون – العجيلات
19.	كلية هندسة الموارد الطبيعية – العجيلات
20.	كلية البيطرة والعلوم الزراعية – العجيلات
21.	كلية العلوم – العجيلات
22.	كلية الصحة العامة – الجميل
23.	القاعات الدراسية كلية الآداب – الجميل
24.	كلية الهندسة – رقدالين
25.	كلية التربية – زلطن
26.	كلية القانون – زلطن
27.	كلية الطب البشري فرع الجميل
28.	كلية الصيدلة بالزاوية
29.	كلية تقنية الحاسوب بالزواية
30.	كلية التربية ابوعيسى
31.	كلية التربية البدنية الزاوية
32.	كلية اللآداب زوارة
```
إضافة من وقائع الاحصائيات عن الجامعة أ - فوزي عبد الكريم - كلية الاقتصاد صرمان - بتاريخ 10- 12 -2015 م
```

### المعاهد العليا
- المعهد العالي للعلوم والتقنية بالزاوية.
- كلية تقنيات الحاسوب الزاوية والذي يوجد في منطقة جودائم.

### المدارس
- مدرسة الزاوية الثانوية: وهي أقدم المدارس الثانوية بالمنطقة الغربية والجنوبية (ولايتي طرابلس وفزان سابقا زمن المملكة الليبية المتحدة) وقد درس وتتلمذ فيها عدد لا يستهان به من أعلام البلاد ومن مثقفيها.ومن أشهر مدرائها الفاضل على الصادق قضيض ومن أشهر الأساتذة الأستاذ الفاضل علي الهادي العروسي.

### إذاعة الزاوية المحلية
وهي أوائل الإذاعات في المنطقة الغربية ويغطي بثها مساحة كبيرة.

### الفرق الفنية
- فرقة الزاوية للمالوف والموشحات.
- فرقة الزاوية للفنون الشعبية (رقص شعبي).
- فرقة مسرح الزاوية.

### حركة الكشافة والمرشدات بالزاوية
والذي تضم مفوضية الزاوية المتكونة من :
- فوج كشاف الزاوية.
- فوج كشاف أبو عيسى.
- فوج كشاف صبراته.
- فوج كشاف صرمان.
- فوج كشاف زوارة.

### دور عرض الخيالة «السينما»
- دار عرض سليمان خاطر.
- دار عرض سويسي (سينما لوكس سابقا).

### المكتبات والمراكز الثقافية
- دار الكتاب. تم انشاؤها بعد التحرير 2012 ببيت الثقافة
- المركز الثقافي الحرشة.
- مكتبة أحمد قنابة.

### المهرجانات
- مهرجان الزاوية الشامل.
- مهرجان علي صدقي عبد القادر.